# Ärm

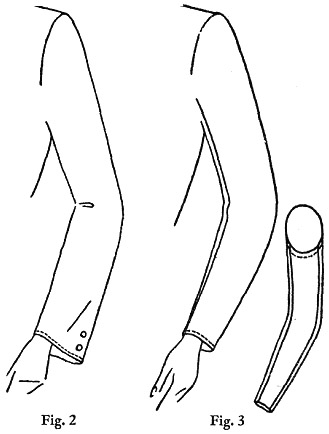
Lång ärm av en typ som ofta används på rock, skjorta och blus.

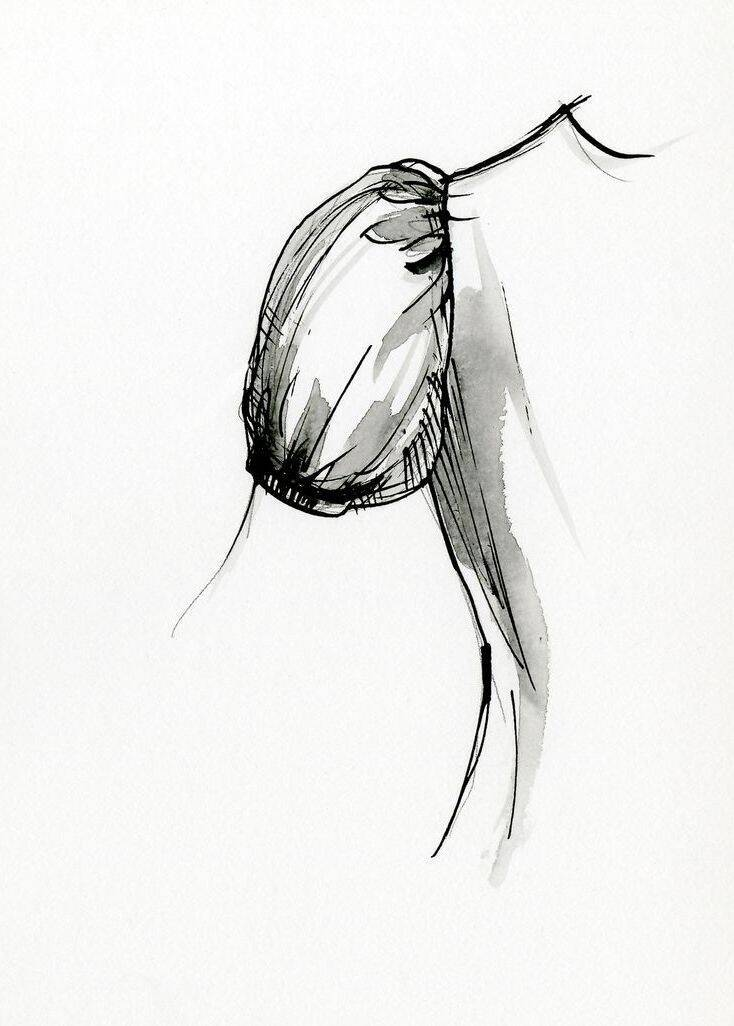
Puffärm

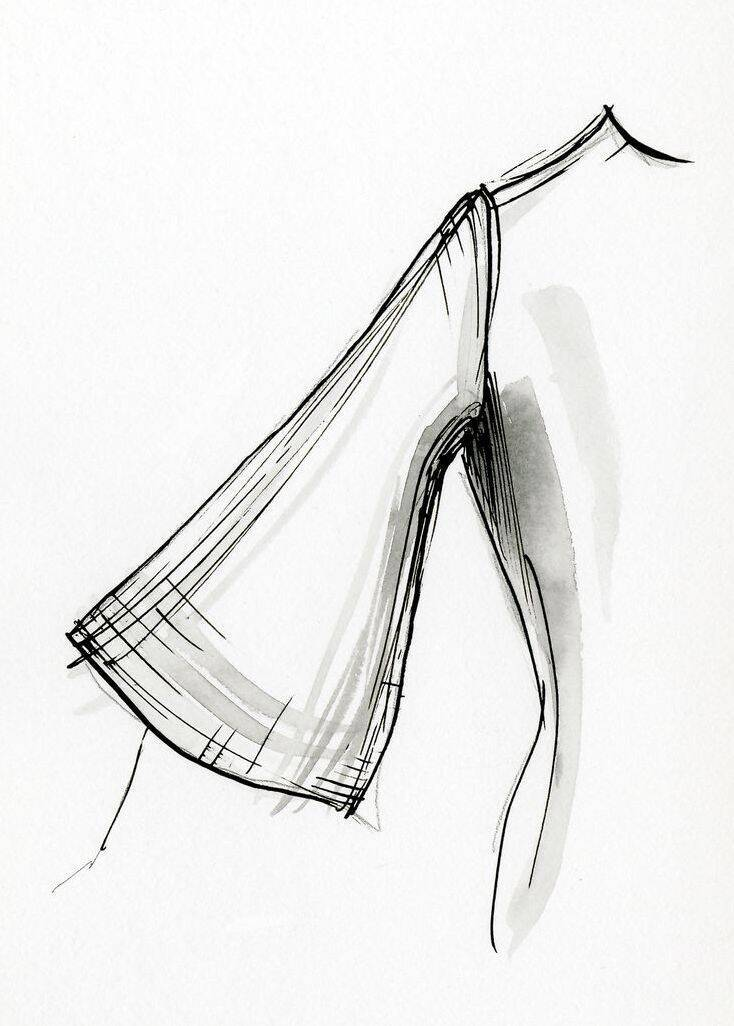
Pagodaärm.

Ärm är en del av klädedräkten som helt eller delvis omsluter armen.

## Ärmmodeller
- Ballongärm –
- Biskopsärm –
- Carré –
- Dolman/fladdermusärm – ärm som har bred axelsöm och som går ihop först vid mudden, så det blir mycket tyg under armen.
- Fårbogsärm –
- Holkärm – mycket kort ärm, som endast täcker axlarna
- Kimonoärm – traditionell ärm på det japanska plagget kimono
- Mamluck –
- Pagodaärm – veckad för att skapa illusionen av flera lager
- Pingvinärm – ärm skuren ihop med plaggets liv, ofta med stor undre/inre vidd[2]
- Puffärm – kort ärm, som bildar en fluffig puff runt axeln och överarmen. Mindre puffärmar syns ofta på barnkläder och blusar medan större puffar ofta syns på brudklänningar.
- Raglan – lång eller kort ärm, vars ärmsöm inte går runt axeln, utan fortsätter till halslinningen och ersätter axelsömmen.
- Trumpetärm – ärmar som är åtsittande upptill men mycket vida nertill

## Galleri

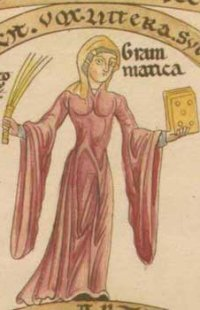
Trumpetärm. Modern för båda könen under olika perioder av medeltiden.
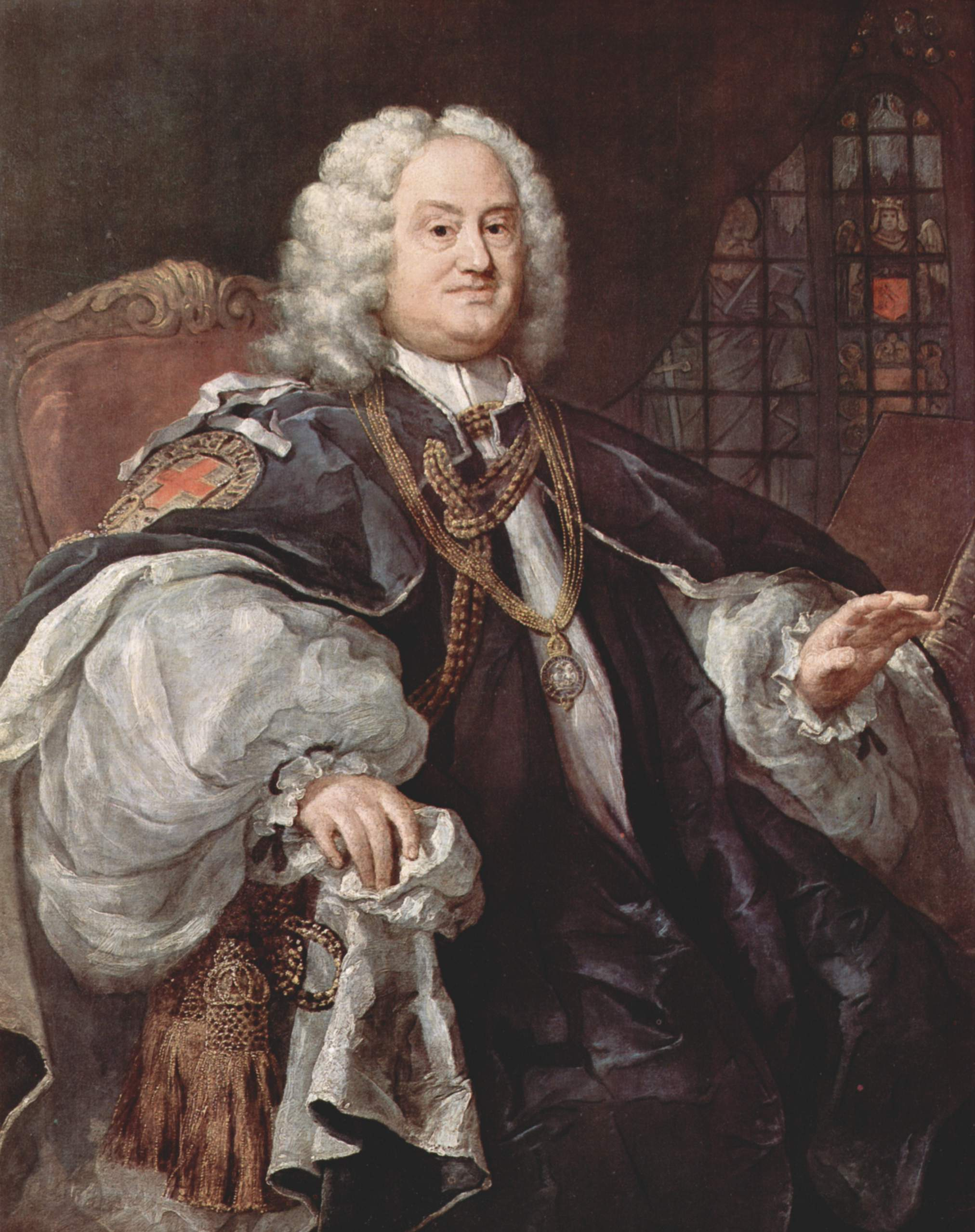
Ballongärmar.
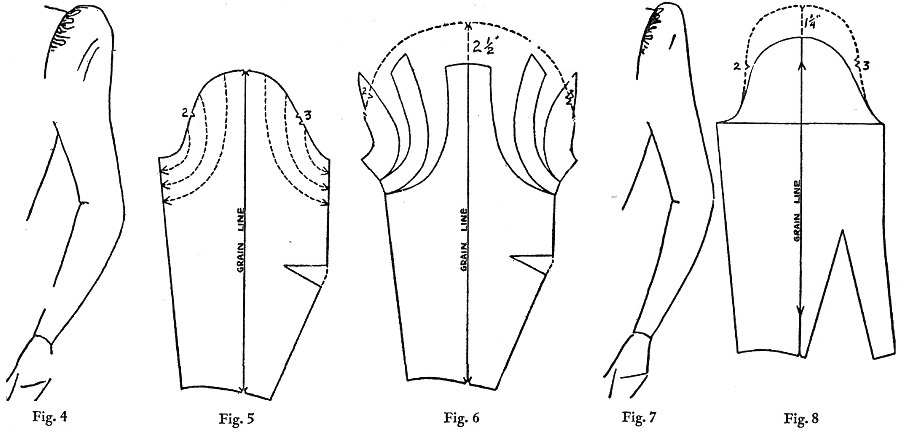
Fårbogsärm. Modern på damkläder omkring sekelskiftet 1900.